# Linksruck
Linksruck war bis zu ihrer offiziellen Auflösung im September 2007 eine trotzkistische Organisation in Deutschland, die der International Socialist Tendency (IST) angehörte. Anstelle von Linksruck existiert heute ein Nachfolgenetzwerk namens marx21, das auf die Partei Die Linke Einfluss nimmt.

## Ziele und Positionen
Linksruck vertrat die marxistische These, nach der der Kapitalismus krisenhaft sei und das kapitalistische Wirtschaftssystem daher überwunden werden müsse. Da die Macht in den Händen von „ungewählten Managern, Bankern und Richtern“ und nicht bei den Institutionen der parlamentarischen Demokratie liege, könne eine Veränderung der bestehenden Verhältnisse nur erreicht werden, nachdem der bürgerliche Staat „zerschlagen“ und durch „demokratische Institutionen von unten“ ersetzt werde. Das sollte durch Klassenkampf erreicht werden.

## Geschichte der Organisation
Die Ursprünge von Linksruck lagen in der Sozialistischen Arbeitergruppe (SAG), die in den 1970er Jahren unter dem Einfluss der britischen International Socialists (IS) in der Bundesrepublik Deutschland gegründet wurde. Ein wichtiges Mitglied der SAG war Volkhard Mosler, der der IS seit 1966 nahestand. In den 1970er Jahren baute die SAG eine bundesweite Struktur auf, die jedoch bis zur Wiedervereinigung relativ klein blieb. Relativ stark war der Einfluss der Gruppe auf die sogenannte Heimkampfbewegung in Frankfurt am Main. Von Beteiligten kam hier Kritik auf wegen Funktionalisierung der Jugendlichen für die Parteipolitik der SAG. Dabei spielte die Jugendorganisation Rote Panther eine wesentliche Rolle. Die SAG gab erst die Sozialistische Arbeiterzeitung und später den Klassenkampf heraus.
Die SAG intervenierte 1991/92 in die Antifa-Bewegung und initiierte teilweise mit großem Erfolg selbst Antifas. Nach einem Aufmarsch von 2000 Neonazis in Dresden initiierte die SAG einen bundesweiten Aufruf, dort eine große Antinazidemonstration zu veranstalten. Der Aufruf erhielt große Beachtung und bekam in kurzer Zeit mehr als hundert Unterstützer – Einzelpersonen wie Organisationen. Auf einem bundesweiten Bündnistreffen in Berlin kam es aber zu offenen Differenzen mit dem autonomen Antifa-Lager. Die Großdemonstration fand nicht statt. Die Differenzen führten dazu, dass Aktivisten der SAG der Zutritt zu Treffen der autonomen Antifa teilweise verwehrt wurde.
1992 gab daraufhin die Zentrale Leitung unter Werner Hallbauer die Parole „Raus aus dem Sumpf“ aus, d. h. Beendigung der Antifa-Arbeit. In vielen Städten arbeiteten SAGler jedoch immer noch in der Antifa mit, waren sie doch zu großen Teilen über diese Arbeit gewonnen worden. Das Ergebnis war nun, dass die SAG durch ihren Schwenk aus der Antifa-Bewegung sich von ca. 2000 Mitgliedern auf ca. 800 verkleinerte. Nach den Berichten des Verfassungsschutzes hatte die SAG zu dieser Zeit weitaus weniger Mitglieder (1991: 150; 1992: 250; 1994: 200). Im Sommer 1993 fand in England das jährliche Treffen Marxism der IST statt. Als Reaktion auf die Krise der SAG äußerte Tony Cliff sinngemäß:

„Der Fisch stinkt zuerst vom Kopf […] ich schicke sie in die Jusos […] das ist meine letzte Hoffnung.“

Die Operation der Entsendung der SAG in die SPD-Jugend sollte mehreres bewirken: Zum einen war es ein Enthauptungsschlag gegen den auf Eigenständigkeit bedachten Alt-Kader um Halbauer – man durfte als Juso-Mitglied maximal 35 Jahre alt sein –, andererseits sollten die SAGler in der Auseinandersetzung mit den Juso-Funktionären auch praktisch ihre sektiererischen Tendenzen verlieren. Die SAG löste sich damit faktisch in die Jusos auf. Nach Ansicht des Verfassungsschutzes bestand die SAG aber weiterhin.  Der SAG-Altkader überwinterte derweil mit der Zeitschrift Sozialismus von Unten.
1993 begannen einige Mitglieder der SAG mit einer auf die Jusos gerichteten entristischen Strategie und fingen an, die Zeitschrift Linksruck zu verlegen. Dies geschah auf Anweisung des Leiters der Socialist Workers Party, Tony Cliff. Allerdings erwies sich diese Entrismus-Strategie als nicht erfolgreich, da Mitglieder vor allem von außerhalb der Jusos gewonnen werden konnten und die Organisation einige „Altkader“ an die Jusos verlor. In dieser Periode spalteten sich mehrere, heute zumeist zerfallene Gruppen von der SAG ab, die es ablehnten, sich in die Jusos aufzulösen.
Sie schlossen sich mit der deutschen Exilgruppe der Sosyalist İşçi (SI; „Sozialistische Arbeiter“), der türkischen Schwesterorganisation der SAG, zur Gruppe Internationaler Sozialisten zusammen und vereinigten sich später mit der Initiative Sozialistischer Internationalisten (ISI) um den SAG-Altkader Norbert Nelte zur 1994 gegründeten Internationalistisch-Sozialistische Organisation (ISO). Hauptkritikpunkte dieser Gruppen an der SAG waren u. a. mangelnde innerorganisatorische Demokratie, Theoriefeindlichkeit und Antifeminismus. Des Weiteren kritisierte Nelte die Taktik von Werner Halbauer, statt inhaltlicher Qualität auf Masse zu setzen, d. h. die Inhalte zu verstecken, um mehr – vor allem jugendliche – Mitglieder gewinnen zu können, was zu einer „Sozialdemokratisierung“ der SAG bzw. des Linkrucks führen würde, sowie zu einer Organisation in der Organisation, in der die „klaren Kader“ ihren neu gewonnenen, noch reformistisch denkenden Mitgliedern kein echtes Mitspracherecht zugestehen würden. N. Nelte verließ 1995 nach innerorganisatorischen Auseinandersetzungen die ISO und gründete die Internationalen Sozialisten (IS). Die ISO zerfiel in der Folgezeit, die SI verließ ebenfalls die ISO, die größte der Restgruppen, die 1999 gegründete Gruppe Internationale SozialistInnen, vertritt wie die 2002 von ihr abgespaltene Initiative Linkskommunismus Positionen, welche sich eher aus antinationalistischen, rätekommunistischen und linkskommunistischen Wurzeln speisen.
Nach der Mehr Druck von unten-Demonstration in Bonn 1996 und im Zuge der Vorbereitungen auf die Bundestagswahl 1998 wandelte sich die Organisationsstruktur von Linksruck. Man legte größeren Wert darauf, in die vorhandene Bewegung der Bevölkerung gegen soziale Ungerechtigkeiten, Sparpakete der Regierung unter Bundeskanzler Helmut Kohl und gegen die kapitalistische Globalisierung mit sozialistischen und marxistisch-trotzkistischen Argumenten einzugreifen. Diese Zeitspanne wurde mit dem von Tony Cliff geprägten Slogan, man solle „das Gedächtnis der Arbeiterklasse“ sein, geprägt. Es sollten Erfahrungen der Arbeiterklasse gesammelt und in die Bewegung eingebracht werden, auf dass diese erkennen möge, dass die Ursachen ihrer Probleme systemimmanenter Natur seien.
Ab der Jahrhundertwende engagierte sich Linksruck stark in der globalisierungskritischen Bewegung, mobilisierte zu den Protesten in
Genua 2001 und wurde Mitgliedsorganisation von attac. Gleichzeitig wurde es für Linksruck schwieriger, Personen, die politisch aktiv werden wollten, in ihre bestehenden Strukturen zu integrieren. Es folgte ein Mitgliederschwund, der nur durch erneute Rückbesinnung auf die eigentliche Aufgabe, nämlich revolutionäre Ideen in Protestaktionen einzubringen, gestoppt werden konnte.
2001/02 kam es zu einer Welle von Austritten aus Linksruck, die einerseits mit unterschiedlichen Strategien im Zusammenhang mit antikapitalistischen Bewegungen zusammenhing und die andererseits mit dem Vorwurf gegenüber der Linksruck-Führung, sexuelle Übergriffe und Fehlverhalten vertuscht zu haben, begründet wurde. Weiterhin konstatierten die Kritiker einen Mangel an innerorganisatorischer Demokratie. Führende Personen wie Florian Kirner und Pedram Shahyar verließen die Organisation. Ein Teil der Kritiker konstituierte sich 2001 zunächst als Strömung Seattle Bolschewik innerhalb Linksrucks, nach dem Austritt als Antikapitalistisches Netzwerk (Antikapitalistas), welches inzwischen weitgehend zerfallen ist.
Ein weiterer wichtiger Schwerpunkt von Linksruck neben der antifaschistischen und der Antirassismus-Arbeit war spätestens ab dem 11. September 2001 die Friedensbewegung und ab 2003 der Protest gegen die Besatzung im Irak.
Mit der Verschärfung der Krise der SPD im Jahre 2004 richtet sich das Interesse von Linksruck nun auch auf die WASG. Am Zustandekommen des Bündnisses der WASG mit der Linkspartei.PDS zur Bundestagswahl 2005 waren Linksruck-Mitglieder maßgeblich beteiligt, und Linksruck stellte Personal in Kreis- und Landesvorständen der WASG. Mit Christine Buchholz war eine Linksruck-Funktionärin auch im Bundesvorstand vertreten. Seit der Vereinigung mit der Linkspartei ist Buchholz Mitglied des geschäftsführenden Vorstands der neugebildeten Partei Die Linke. Von 2009 bis 2021 war sie zudem Bundestagsabgeordnete.
Organe von Linksruck waren die jährlich stattfindende Mitgliederversammlung, die dort gewählte Bundesleitung und die in unregelmäßigen Abständen stattfindende Delegiertenkonferenz Orga-Rat. Stadtgruppen wählten auf ihren Mitgliederversammlungen die Gruppenleiter. Von jedem Mitglied wurde verlangt, dass es aktiv einen Beitrag zum Erfolg der Organisation leistet – insbesondere durch den regelmäßigen Verkauf der Zeitung Linksruck und durch Werben neuer Mitglieder.
Linksruck hatte zuletzt laut deutschem Verfassungsschutz etwa 300 Mitglieder, es herrschte eine hohe Fluktuation.

## Auflösung
Linksruck hat sich am 1. September 2007 offiziell aufgelöst. An dessen Stelle ist das Netzwerk um die Zeitschrift marx21 getreten. marx21 ist sowohl inhaltlich als auch personell weitgehend identisch mit Linksruck und konzentriert seine politische Aktivität innerhalb der Partei Die Linke derzeit vorrangig auf die Strömung Sozialistische Linke und versucht von dort aus, auf die Partei Einfluss zu nehmen. Die eigene Auflösung zugunsten der Arbeit innerhalb einer übergeordneten Organisation entspricht den Mustern des deep entrism.

## Abgrenzung zu anderen Trotzkisten
Linksruck bezeichnete seinen Trotzkismus als „undogmatisch“, was bedeutet, dass nicht alle Theorien Trotzkis übernommen wurden. Dies äußerte sich theoretisch vor allem in der von Tony Cliff formulierten These, dass die Sowjetunion kein „degenerierter Arbeiterstaat“ war, sondern aufgrund von materiellen Ursachen zu einem staatskapitalistischen System geworden sei. Des Weiteren vertrat Linksruck zur Erklärung der gescheiterten Revolutionen während der Existenz des Staatskapitalismus eine Abwandlung von Trotzkis Theorie der permanenten Revolution: Die Theorie der umgelenkten permanenten Revolution, ebenfalls von Tony Cliff.
Linksruck unterschied sich nach eigenen Angaben von anderen trotzkistischen Organisationen vor allem wie folgt: Während andere Organisationen eine „progressive“ Politik verfolgen, um mit einer Partei mit sozialistischem Programm die „fortschrittlichsten“ Arbeiter in die politische Arbeit einzubinden, stellte Linksruck oft Forderungen auf, die die gesamte Arbeiterklasse erreichen sollten. Beispiele hierfür waren der Aufruf zur Wahl Gerhard Schröders 1998 und die Formulierung der Forderungen an eine Regierungsbeteiligung während des Wahlkampfs für die WASG 2005.

## Publikationen
Linksruck gab zwei Publikationen regelmäßig heraus: die Zeitung Linksruck (2007 eingestellt) und das Magazin Argumente (2006 eingestellt). Hinzu kamen in unregelmäßigen Abständen Broschüren zu aktuellen Themen, Positionspapiere oder Übersetzungen aus den Publikationen der Socialist Workers Party.

## Kritik an Linksruck
Die Gruppe Linksruck wurde von bestimmten linken Gruppen kritisiert. Einige andere Parteien und außerparlamentarische Gruppen zeigten sich skeptisch gegenüber der Teilnahme von Linksruck-Mitgliedern an ihren Arbeitsgruppen und Plena, da sie fürchteten, Linksruck verfolge ihnen gegenüber eine Unterwanderungsstrategie wie Ende der 1990er Jahre in den Versammlungen der Jusos.
Auch die interne Hierarchie, der absolute Mangel an organisationsinterner Demokratie und der immense Gruppendruck wurden immer wieder von anderen linken Organisationen, aber vor allem auch von Aussteigern kritisiert. Beredtes Zeugnis in diesem Zusammenhang ist auch folgendes Zitat aus einem Interview mit Flori Kirner, Mitgründer von Linksruck:

„Und unser, vor allem mein eigener, eher diktatorischer Führungsstil hat die Leute hoffentlich in Richtung anti-autoritärer Ansätze abgeschreckt […]“

Zudem wurde kritisiert – etwa von haGalil –, dass Linksruck ein Existenzrecht Israels bestritt und den Kampf von als Terrororganisationen eingeschätzten Gruppen wie Hamas und Hisbollah, deren Mitglieder in Deutschland vom Verfassungsschutz beobachtet werden, als „legitimen Widerstand“ bezeichnete:

„Hamas und Hisbollah sind Teil dieses rechtmäßigen palästinensischen Widerstands. Wer Frieden, Freiheit und Gerechtigkeit im Nahen Osten will, muss den Widerstand der Palästinenser unterstützen.“

Unter anderem aufgrund oben genannter Positionen wird die Tätigkeit ehemaliger Linksruck-Mitglieder in der Partei Die Linke derzeit kritisch beobachtet. Die innerparteiliche Kritik am ehemaligen Linksruck ist generell strömungsübergreifend, findet sich aber vor allem beim reformorientierten Flügel aus dem Spektrum der ehemaligen PDS um das Netzwerk Reformlinke und das Forum Demokratischer Sozialismus. Die Linksruck-Strömung wird allerdings auch aufgrund der Positionen zum Nahen Osten von eher linken und vor allem im Bereich Antifa arbeitenden Gruppen und Personen in der Partei angegriffen. Die wichtigsten Kritikpunkte sind allgemein eine einseitige Ausrichtung des politischen Agierens auf Bewegungen, die antizionistischen Positionen zum Konflikt zwischen Israel und den Palästinensern und die Art und Weise der Mehrheitsfindung in der Gruppe. Zudem missfällt die offene Dominanz in einzelnen Untergliederungen der Partei. Diese Dominanz existiert vor allem im Studierendenverband Die Linke.SDS und in einigen Bezirks- und Kreisverbänden. Eine Dominanz wird derzeit zusätzlich in der Strömung Sozialistische Linke angestrebt, in dessen Koordinierungsgremien auf Bund- und Länderebene diverse ehemalige Linksruck-Funktionäre sitzen.

## Bericht des Bundesamtes für Verfassungsschutz
Das Bundesamt für Verfassungsschutz behandelt Linksruck in seinem Verfassungsschutzbericht 2005 in einem eigenen Unterkapitel der Rubrik Linksextremistische Bestrebungen und Verdachtsfälle und berichtet dort, Linksruck habe ca. 300 Mitglieder gehabt, die bereits vor der vorgezogenen Bundestagswahl 2005 angewiesen worden seien, sich in der Wahlinitiative WASG zu engagieren.